# Bjelovar-Bilogoras län
Bjelovar-Bilogoras län (kroatiska: Bjelovarsko-bilogorska županija) är ett av Kroatiens 21 län. Dess huvudort är Bjelovar. Länet har 133 084 invånare (2001) och en yta på 2 652 km². 

## Administrativ indelning
Bjelovar-Bilogoras län är indelat i 5 städer och 18 kommuner.
- Städer:
  - Bjelovar
  - Čazma
  - Daruvar
  - Garešnica
  - Grubišno Polje

- Kommuner:
  - Berek
  - Dežanovac
  - Đulovac
  - Hercegovac
  - Ivanska
  - Kapela
  - Končanica
  - Nova Rača
  - Rovišće
  - Severin
  - Sirač
  - Šandrovac
  - Štefanje
  - Velika Pisanica
  - Velika Trnovitica
  - Veliki Grđevac
  - Veliko Trojstvo
  - Zrinski Topolovac